# Hipparchia fagi
Hipparchia fagi, skalnik hermiona – gatunek motyla z rodziny rusałkowatych (Nymphalidae), podobny do Hipparchia syriaca oraz do skalnika alcyone (Hipparchia alcyone), z którym jest często mylony. 

## Występowanie i siedlisko
Endemit Europy. Występuje na południe od linii łączącej Belgię, centralne Niemcy i południową granicę Polski. W Polsce nie występuje. Preferuje polany w ciepłych lasach liściastych i brzegi samych lasów. W całym zasięgu występowania (poza Luksemburgiem, gdzie wyginął) jest szeroko rozprzestrzeniony i liczny.

## Wygląd
Hipparchia fagi to duży motyl – długość pierwszego skrzydła sięga 4 cm. Skrzydła dość ciemne. Po ich bokach jest jeden gruby pas, a na początku jedno lub dwa "oczka". Samica jest większa i ma bardziej żółtawy pas (u samców jest biały).

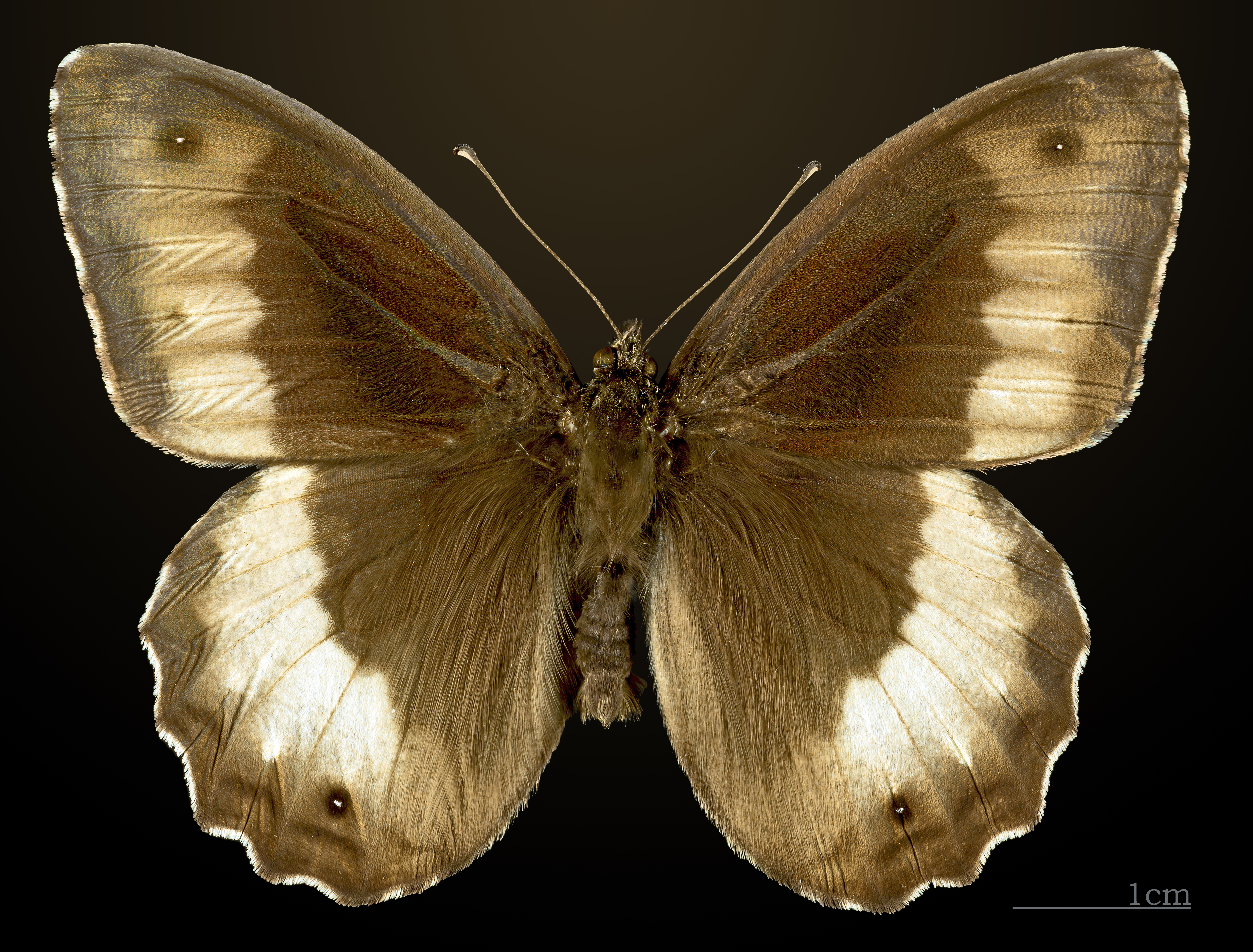
♂
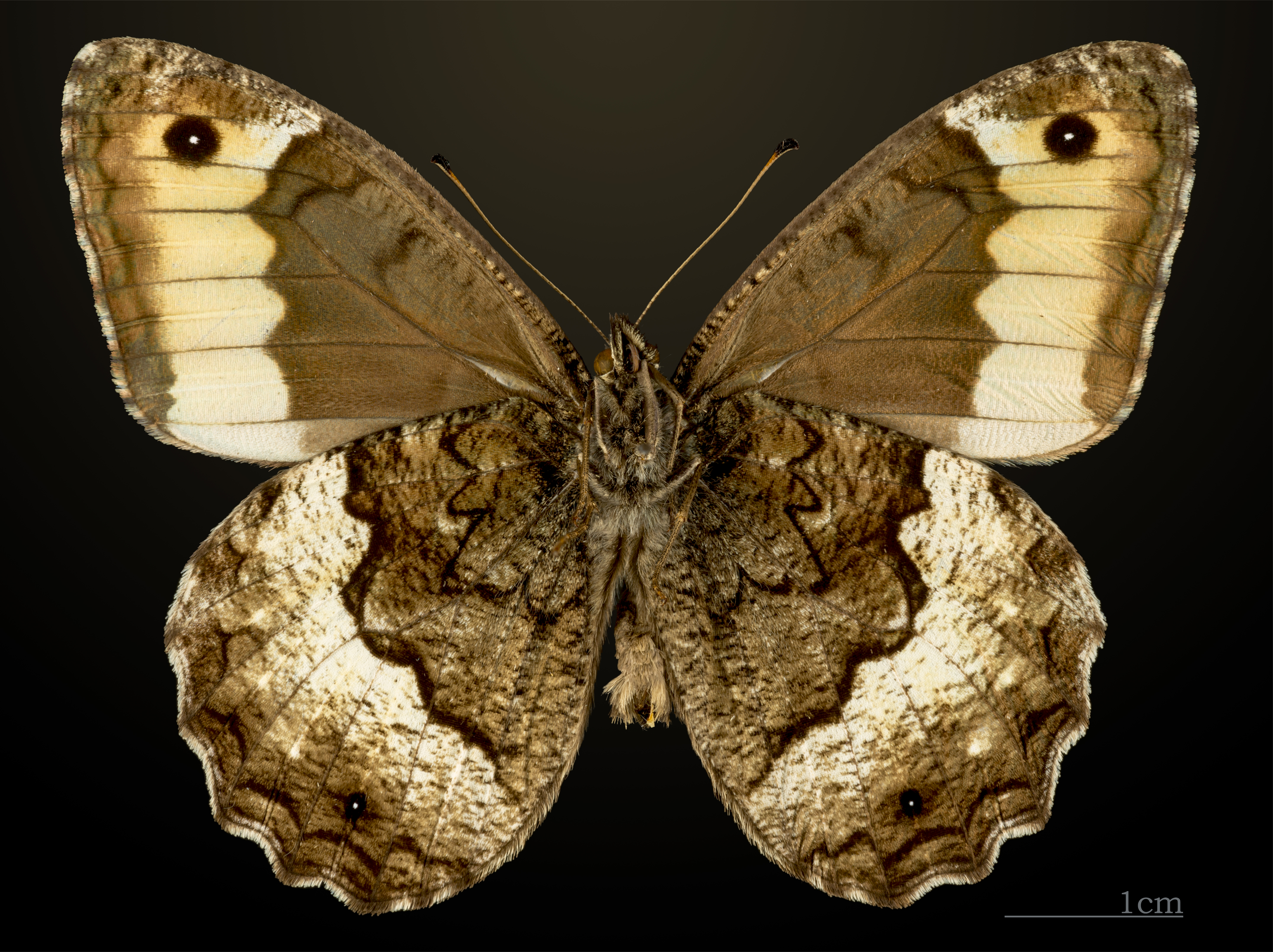
♂ △
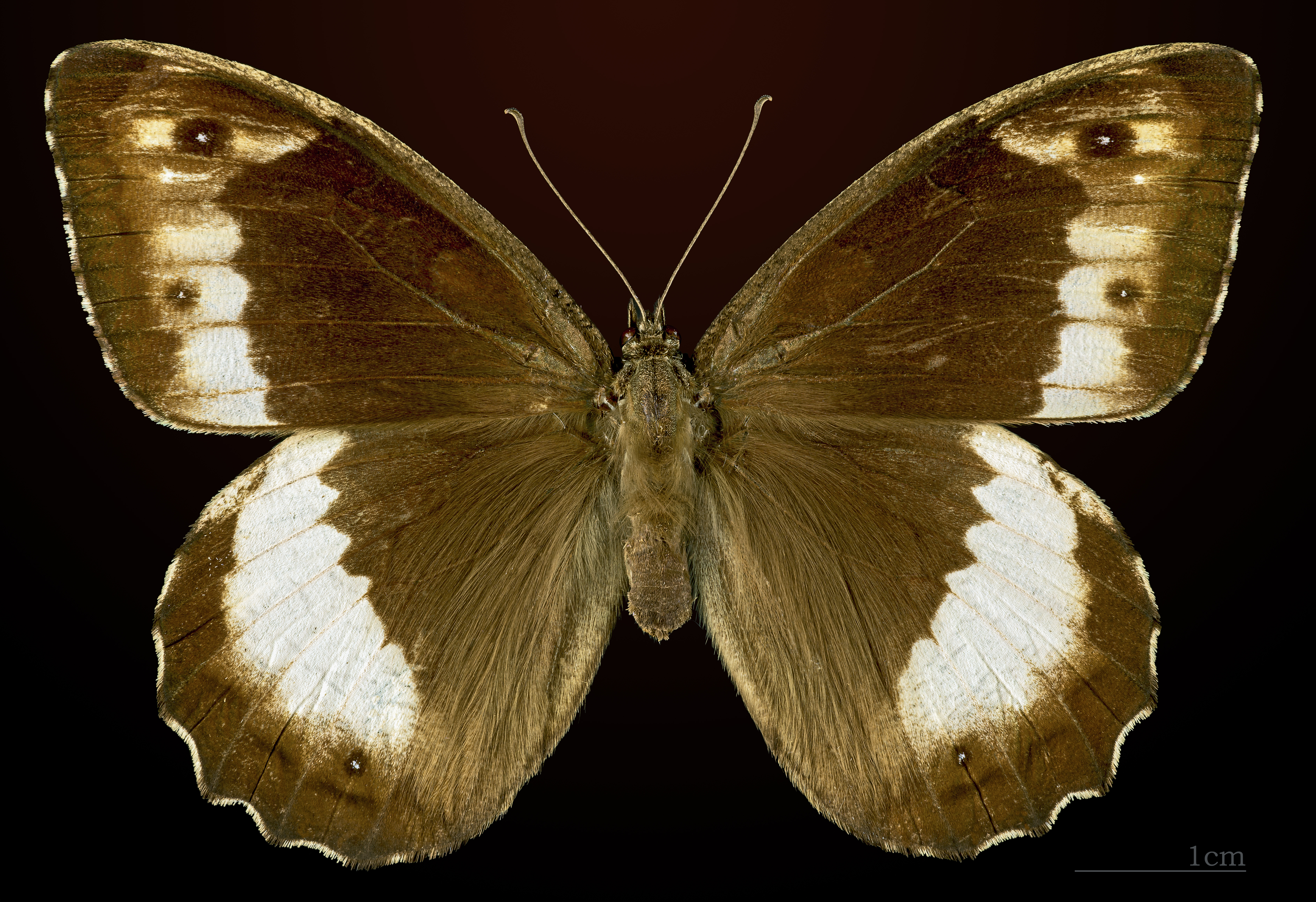
♀
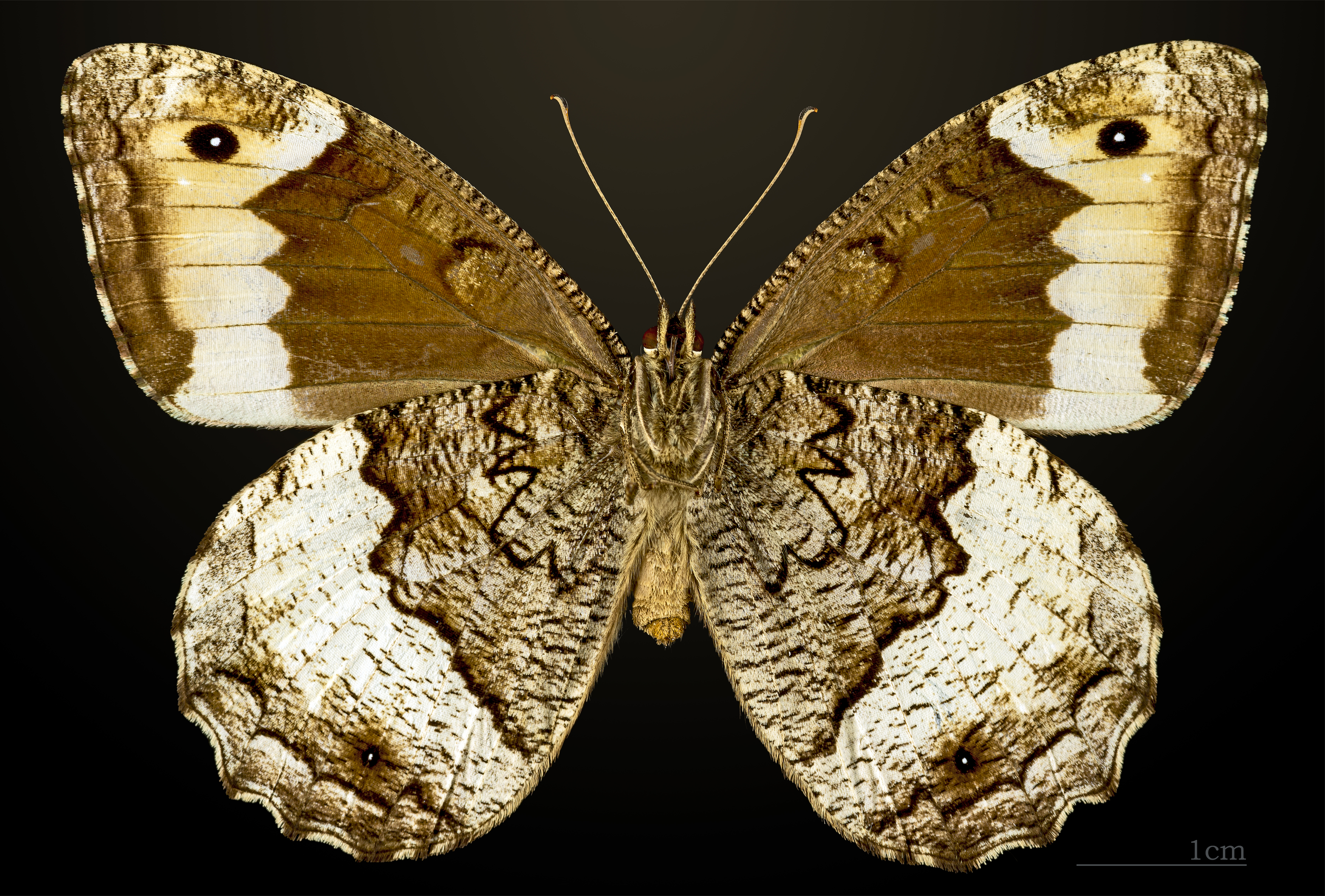
♀ △

## Przypisy

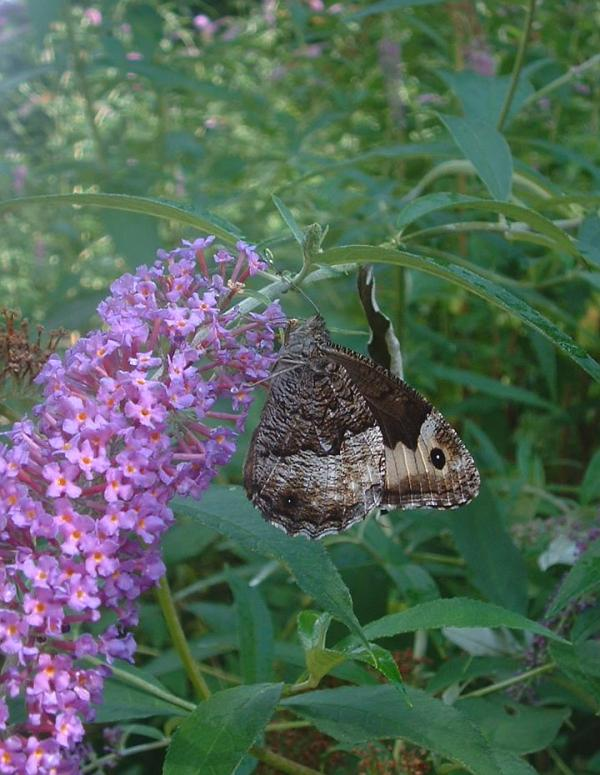
Hipparchia fagi

## Okres występowania
Imago od połowy lipca do połowy sierpnia, gąsienica od września do lipca.

## Rośliny żywicielskie
Różne miękkie trawy, głównie Bromus, Lolium i Holcus.